# 雷電 (能)
『雷電』（らいでん）は、能楽作品のひとつ。菅原道真が大宰府に左遷され憤死、死後雷となって内裏に祟ったというエピソードをもとに構成された能である。『太平記』、『北野天神縁起絵巻』などに取材しており、後世の歌舞伎『菅原伝授手習鑑』にも影響を与えたとされる。別称『妻戸』（つまど）。

## 作品構成
比叡山の僧、法性坊は菅原道真の師であった。天下のため護摩供養をしていると道真の霊があらわれ「自分は冤罪で左遷され死にいたったので、雷となって内裏に行き恨みをはらそうと思う」と述べる。そして「朝廷は悪霊退散のために法性坊を招くだろうが、もし呼ばれても参り給うな」と願う。法性坊は「比叡山は天皇の祈願所であるため、三度勅使が来たら断れない」と答える。それを聞いた道真の霊は、本尊の前に供えてあったざくろを噛み砕き、寺の戸に吐きかけると扉は燃えあがった。法性坊が法力で消し止めると、道真の霊は走り去る。ここまでが前段である。後段は内裏で雷となった道真の霊が暴れまわり、法性坊の法力と対決する。最後は朝廷から｢天神｣の神号をおくられ、礼を述べて黒雲に乗り立ち去る。
なお宝生流では、宝生流の大後援者であった加賀藩主前田氏が菅原道真の子孫と称していたことに遠慮して、道真の霊が雷神となって内裏を暴れまわるところを改作し、朝廷を寿いで舞を舞うという筋にして上演する。江戸時代には小書（特殊演出）「舞入」として番組に書いていたが、現在では通常の演出となっている。なお、曲名も雷神をイメージする「雷電」ではなく、「来殿」と書く。

### 前段
【登場人物】
- 前シテ - 菅原道真の霊(面:童子)
- ワキ - 法性坊

ワキの法性坊が登場、｢比叡山延暦寺の座主｣と名のる。百日の護摩供養をしていたが、今日は満願の日なので｢仁王会｣という法事をするつもりであると述べる。そこへシテの菅原道真の霊が現れ扉をたたく。法性坊が隙間からのぞくと、亡くなったはずの菅原道真がそこにいるので大いに驚くが、室内に招き入れる。法性坊は道真の幼いころからの師であり、親密な師弟関係をむすんでいたため、ふたりは心をこめた会話をかわす。法性坊は、｢御身は筑紫で果てたと聞いた。だからずっと弔いをしているのだ。｣と述べる。道真の霊も親子のような師弟の交わりを感謝する。｢幼かりしその昔は、父もなく、母もなく、比叡山で僧正（法性坊）の教えをうけ、『風月の窓に月を招き、蛍を集め夏虫の心のうちも明らかに、筆の林も枝茂り、言葉の泉も尽きもせず』勉強した」という思い出が地謡によって謡われる。
しかし「この世の望みかなわず死んだ後は、梵天帝釈の許しを得て雷となって自分を陥れた朝臣を蹴殺そうと思う。その折、師の僧正はきっと朝廷に召されるであろうが決して参りたまうな」と道真は頼む。法性坊は｢朝廷からのお召しがあっても、二度までは参らぬ。しかしながら王土（天皇が治める土地）に住むこの身、勅使三度に及べば参らぬわけにいかない｣と答える。その時、道真の形相はにわかに鬼のごとくになり、仏前に供えてあったざくろを噛み砕き、妻戸（扉）に吐きかける。そのざくろはたちまち火となって燃え上がる。法性坊が印を結んで真言をとなえると火は消え、その煙のうちに菅原道真の霊は橋懸（はしがかり）めがけて走り去り、幕内に入る。

### 間狂言
【登場人物】
- アイ - 法性坊の従者

シテ、ワキともに中入りした舞台に、狂言方が扮する従者が登場、前段のあらすじを語ったのち「道真は雷となって内裏に行き悪事をなさっている。案の定、僧正（法性坊）のもとに勅使がきて内裏でご祈祷せよとのこと、初めは断っていた僧正も三度目の使いを受け、この上は是非におよばずと参上せられる。皆々用意をせよ」と言う。

### 後段
【登場人物】
- 後シテ - 雷神（菅原道真の悪霊・面:大飛出)
- ワキ - 法性坊

後見の手によって、内裏を表現する一畳台が運び出され、正面と脇座に据えられる。ワキの法性坊が登場、脇座の一畳台の上にすわり、読経をはじめる。そこへ地謡による情景描写の謡い｢不思議や虚空に黒雲覆い、稲妻四方にひらめき渡って（中略）震動ひまなく鳴神の、雷（いかづち）の姿は現れたり｣が謡われる。その謡にのって後シテの雷神が登場する。鬼のいでたちである。法性坊は雷神にむかい｢道真よ、そなたは昨日までは天皇の恩を蒙った臣下ではないか。静まりなされ｣と言う。雷神は｢あら愚かや僧正よ。われを見放し給う上は、僧正なりとも恐るまじ｣と暴れまわる。しかしながら、僧正のいるところには雷が落ちない。｢紫宸殿に僧正あれば弘徽殿に神鳴りする、弘徽殿に移りたまえば清涼殿に雷（いかづち）鳴る、清涼殿に移り給えば梨壺梅壺、昼の間夜の御殿（おとど）を行き違い巡りあいて｣という具合である。舞台上は二つの一畳台を宮中の御殿に見立て、シテ雷神とワキ法性坊が激しく立ち回る。やがて法性坊は雷神を追い詰め、｢千手陀羅尼（せんじゅだらに）｣を読み終わると、雷神は｢これまでなりやゆるし給え｣と平伏する。朝廷は｢天満大自在天神｣という称号を道真の霊に贈る。道真の霊はよろこび、｢生きての恨み死してのよろこび、これまでとて、黒雲に打ち乗って虚空にあがらせたまえり｣との地謡で能は終わる。